# As Canteiras
As Canteiras es un lugar situado en la parroquia de León, del municipio español de Villamarín, en la provincia de Orense, Galicia.

## Demografía
| Gráfica de evolución demográfica de As Canteiras entre 2000 y 2023 |
|                                                                    |
| Datos según el nomenclátor publicado por el INE.                   |